# Sarkis

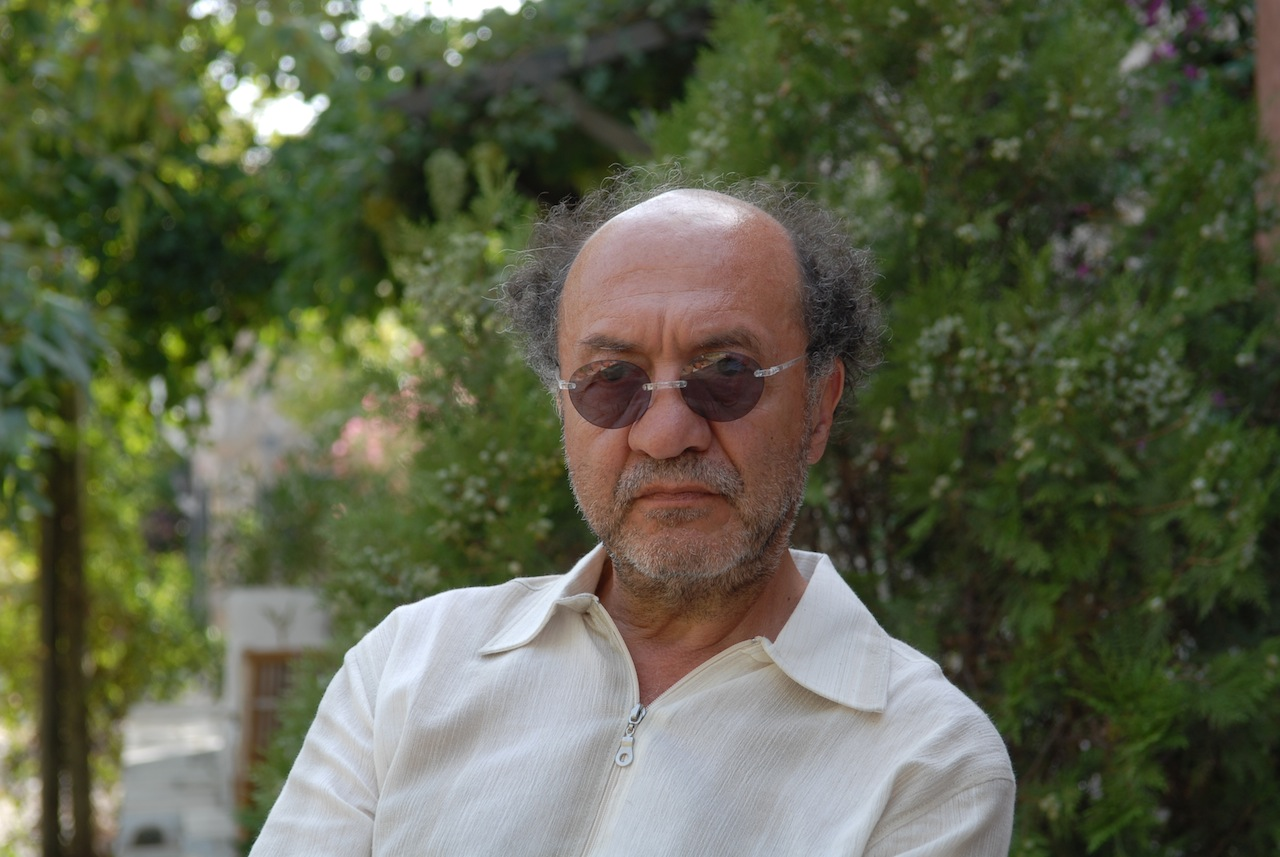
Sarkis Zabunyan in 2006

Sarkis (Armeens: Սարգիս), volledige naam Sarkis Zabunyan (Armeens: Սարգիս Զաբունյան) (Istanbul, 26 september 1938) is een Turks-Armeense conceptuele kunstenaar woonachtig in Frankrijk.

## Biografie
Sarkis woont sinds de jaren 60 in Parijs. Sinds de jaren 70 wordt zijn werk internationaal geëxposeerd. Zijn werk omvat veel installaties waarin een mystieke en oriëntaalse invloedssfeer worden gecombineerd met westerse conceptuele kunst. Hierin spelen tijd en herinnering een belangrijke rol. In 2012 werd Sarkis uitgenodigd door Museum Boijmans Van Beuningen om zijn werk te exposeren in de Onderzeebootloods. Hij transformeerde de loods in een soort sacrale ontmoetingsplek geïnspireerd door 17e-eeuwse kerkinterieurs van de Nederlandse schilder 
Pieter Saenredam. De installatie heette ‘Ballads’ en met een combinatie van licht, muziek, video, sculpturen en nog meer werd een poëtisch geheel gecreëerd. Zo was er een carillon met 43 klokken die ‘Litany for the Whale’ van avant-garde componist John Cage ten gehore bracht. Naast dit muziekstuk kon de bezoeker elke zondag genieten van verschillende concerten. Ook was er de mogelijk om door de tentoonstelling te fietsen, in plaats van te lopen, met de daarvoor bestemde –met witte donsveertjes beplakte - fietsen.
Op de Biënnale van Venetië in 2015 heeft Sarkis het landenpaviljoen van Turkije ingericht.

## Tentoonstellingen
- When attitudes become form, Kusthalle Bern (1966)
- Documenta VI, Kassel (1977)
- Documenta VII, Kassel (1982)
- Istanbul Biënnale (1987, 1989, 1995, 2007)
- Century 87, Werfmuseum 't Kromhout Amsterdam (1987)
- Nachtregels/Nightlines, Centraal Museum Utrecht (1991)
- Scènes de nuits, de jours, Centraal Museum Utrecht (solo, 1992)
- Biënnale, Venetië (1993)
- “26. 9. 19380", Kunst-und Ausstellungshalle, Bonn (solo, 1995)
- Panorama 2000, Domtoren Utrecht (Centraal Museum Utrecht) (1999)
- SITE, Istanbul Museum of Modern Art (solo, 2009)
- PASSAGES, Georges Pompidou, Parijs (solo, 2010)
- Hotel Sarkis, Museum of Modern and Contemporary Art Genève (solo, 2011)
- Triënnale Parijs (2012)
- Château de Chaumont-sur-Loire (2012)